# Mœurs-Verdey
Moeurs-Verdey är en kommun i departementet Marne i regionen Grand Est (tidigare regionen Champagne-Ardenne) i nordöstra Frankrike. Kommunen ligger i kantonen Sézanne som tillhör arrondissementet Épernay. År 2022 hade Moeurs-Verdey 318 invånare.

## Befolkningsutveckling
Antalet invånare i kommunen Moeurs-Verdey
| Referens: INSEE |